# Falsomordellistena rosseolloides
Falsomordellistena rosseolloides es una especie de coleóptero de la familia Mordellidae.

## Distribución geográfica
Habita en las islas Bonin (Japón).